# Kreuz Ludwigshafen
Kreuz Ludwigshafen in een knooppunt in de Duitse deelstaat Rijnland-Palts.
Op dit klaverbladknooppunt ten westen van de stad Ludwigshafen am Rhein kruist de A61 Venlo-Hockenheim de A650 Ludwigshafen-Bad Dürkheim.

## Geografie
Het knooppunt ligt tussen het stadsdeel Ruchheim in het westen van de stad Ludwigshafen en de gemeente Maxdorf.
Het knooppunt ligt ongeveer 10 km ten westen van het stadscentrum van Ludwigshafen.

## Configuratie
Rijstrook
Nabij het knooppunt hebben beide snelwegen 2x2 rijstroken.
Alle verbindingswegen hebben één rijstrook.
Knooppunt
Het is een klaverbladknooppunt met rangeerbanen langs de A61.

## Verkeersintensiteiten
| Van                   | Naar                  | Gemiddeld aantal voertuigen per dag | Percentage vrachtverkeer |
| --------------------- | --------------------- | ----------------------------------- | ------------------------ |
| AK Frankenthal (A 61) | AK Ludwigshafen       | 69.300                              | 19,6 %                   |
| AK Ludwigshafen       | AK Mutterstadt (A 61) | 63.100                              | 20,3 %                   |
| AS Maxdorf (A 650)    | AK Ludwigshafen       | 33.400                              | 03,0 %                   |
| AK Ludwigshafen       | AS Ruchheim (A 650)   | 40.200                              | 05,3 %                   |

## Richtingen knooppunt
| Aansluitende wegen    | Aansluitende wegen                             | Aansluitende wegen                                          | Aansluitende wegen | Aansluitende wegen |
| --------------------- | ---------------------------------------------- | ----------------------------------------------------------- | ------------------ | ------------------ |
|                       |                                                | richting Kreuz Frankenthal Koblenz / Mainz Saarbrücken      |                    |                    |
|                       |                                                |                                                             |                    |                    |
| richting Bad Dürkheim | richting Frankenthal-Süd Ludwigshafen Mannheim |                                                             |                    |                    |
|                       |                                                |                                                             |                    |                    |
|                       |                                                | richting Speyer / Karlsruhe Heilbronn / Neustadt (Weinstr.) |                    |                    |